# Prometheus' befrielse
Prometheus' befrielse er et maleri af Carl Bloch fra 1864. Det blev hans første store succes ved udstillingen på Charlottenborg i 1865 med katalognummer 246. Værket er kaldt for Blochs hovedværk i Salmonsens Konversationsleksikon af Sigurd Müller. Maleriet var en bestilling fra Georg I af Grækenland til slottet i Athen. Det viser det øjeblik, hvor Prometheus befries af Herkules fra den ørn, som hakkede i ham; endnu hviler kæmpens legeme på de brat skrånende klippeblokke, men lænkerne er bristede ved klangen af Herakles' bue, og ørnen ligger gennemboret af pilen. Udstillingen i 1865 på Charlottenborg blev et tilløbsstykke, og i maleriet kunne danskerne spejle sig og drømme om genrejsning efter det ulykkelige udfald af krigen i 1864. Maleriet gav Carl Bloch sit gennembrud; både folkeligt og i kunstnerkredse. Han blev valgt til medlem af Kunstakademiet efter denne succes, og bestillinger begyndte at indløbe.
Maleriet Prometheus' befrielse, der måler 398 x 294 cm, det var sidst set ved en udstilling på Charlottenborg i 1932 og derefter blev der stille omkring det og det betragtes som bortkommet. Der findes to forstudier til maleriet på Ribe Kunstmuseum, dels en skitse af selve maleriet i størrelsen 46 x 38 cm, dels et udsnit af den dræbte ørn i størrelsen 68 x 95,5 cm.
Maleriet kom tilsyneladende tilbage til den græske kongefamilie, og da Konstantin 2. forlod Grækenland i 1967, blev det i landet. I 1991 bad den græske kongefamilie om tilladelse til at få værket sendt til deres eksil i Storbritannien, men dette blev afslået. Disse begivenheder var ukendt i kunstverdenen, bortset fra et upåagtet brev fra 2006, hvor en medarbejder ved det græske nationalgalleri skrev til en kollega på Ribe Kunstmuseum og nævnte værket. I 2022 blev dette brev fundet frem igen, og det blev almindeligt kendt, at maleriet lå sammenrullet i et arkiv i Athen sammen med andre genstande fra den tidligere kongelige samling. Embedsmænd fra kulturministeriet i Grækenland var lamslåede, da de stødte på lærredet rullet sammen i et rør, mens de fandt tusindvis af genstande samlet i Tatoi Palads, der engang havde tilhørt nationens afsatte kongefamilie. Prometheus' befrielse kom tilbage i Danmark februar-maj 2023 i forbindelse med en udstilling af Carl Blochs værker på Statens Museum for Kunst.
- Prometheus' ørn. Skitse, 1864, Ribe Kunstmuseum
- Prometheus' befrielse (skitse), 1864, Ribe Kunstmuseum
- Prometheus' befrielse, 1864, maleriet var anset for bortkommet indtil 2022, (indtil da var dette det eneste fotografi af maleriet).